# Cryphia tephra
Cryphia tephra là một loài bướm đêm trong họ Noctuidae.